# Tariku Bekele
Tariku Bekele född den 28 februari 1987 är en etiopisk friidrottare som tävlar i medeldistanslöpning. Han är yngre bror till Kenenisa Bekele.
Bekeles genombrott kom vid VM för ungdomar 2003 där han blev tvåa på 3 000 meter. Året efter deltog han i VM för juniorer och slutade trea på 5 000 meter. Han deltog även vid VM 2005 i Helsingfors där han gick vidare till finalen på 5 000 meter och slutade på sjunde plats. 2006 blev han världsmästare för juniorer på 5 000 meter och samma år vann han guld på 3 000 meter vid IAAF World Athletics Final 2006. Under 2007 deltog han vid VM i Osaka där han blev femma på 5 000 meter. 
Säsongen 2008 inledde han med att vinna guld på 3 000 meter vid inomhus VM i Valencia.